# 한이재
한이재(1994년 11월 19일 ~ )는 대한민국의 트로트 가수이다.

## 방송 출연
- 2020년 《내일은 미스터트롯》(TV조선)
- 2020년 《현장르포 특종세상》
- 2020년 《복면가왕》(MBC)